# Les Palmes de monsieur Schutz (film)
Pour les articles homonymes, voir Les Palmes de monsieur Schutz (homonymie) et Schutz.
Pour plus de détails, voir Fiche technique et Distribution.
Les Palmes de M. Schutz est un film français réalisé par Claude Pinoteau, sorti en 1997.
Ce film est une adaptation de la pièce de théâtre de même titre de Jean-Noël Fenwick créée au théâtre des Mathurins en 1989.

## Synopsis
Inspirée très librement de la vie de Pierre et Marie Curie, l'histoire raconte leurs travaux à l'École supérieure de physique et de chimie industrielles de la ville de Paris (ESPCI), au cours desquels ils ont découvert le polonium et le radium, le tout supervisé par le bouillonnant professeur Schutz (Philippe Noiret), directeur de l'École, qui rêve d'une grande découverte de ses chercheurs afin d'obtenir enfin les palmes académiques.

## Fiche technique
- Titre : Les Palmes de M. Schutz
- Réalisation : Claude Pinoteau, assisté de David Artur et d'Isabelle Broué
- Scénario : Richard Dembo, Claude Pinoteau et Jean-Noël Fenwick d'après sa pièce Les Palmes de monsieur Schutz
- Photographie : Pierre Lhomme
- Montage : Marie-Josèphe Yoyotte
- Musique : Vladimir Cosma
- Production : Emmanuel Schlumberger
- Pays d'origine :  France
- Format : couleur, 35 mm
- Genre : biographique, comédie dramatique
- Durée : 1 h 46 min
- Date de sortie : France : 9 avril 1997

## Distribution
- Isabelle Huppert : Marie Curie
- Charles Berling : Pierre Curie
- Philippe Noiret : le professeur Rodolphe Schutz
- Christian Charmetant : Gustave Bémont, ami et collègue de Pierre Curie
- Philippe Morier-Genoud : Monsieur de Clausat, le recteur d'Académie
- Marie-Laure Descoureaux : Georgette Robert, la nourrice
- Pierre-Gilles de Gennes : un livreur de pechblende
- Georges Charpak : Pierre-Gilles, un livreur de pechblende
- Pierre Belot : le visiteur
- Julien Cafaro : Arsène, le régisseur du labo
- Gérard Caillaud : le président de séance
- Jean-François Eoko : le fusilier marin
- David Gibson : le professeur Binet
- Jacques Mignot : le professeur Becquerel
- Antoine Nouel : Paul Claudel
- Claude d'Yd : l'académicien orateur
- Michel Pilorgé : le maire
- Jean Périmony : un professeur
- Jean-Noël Fenwick : Raseur
- Corinne Marchand : Madame Schutz
- Suzanne Andrews : la danseuse Loïe Fuller
- Joseph Reswin : l'impresario de Loïe Fuller
- Cristina Grado

## Autour du film
- Deux lauréats français du prix Nobel de physique (respectivement en 1991 et 1992) font une apparition dans ce film : Pierre-Gilles de Gennes et Georges Charpak.

- Marie Curie a inspiré plusieurs films, notamment :
  - Madame Curie, film américain de Mervyn LeRoy sorti en 1943 avec Greer Garson ;
  - Monsieur et Madame Curie, film français de Georges Franju sorti en 1956 avec Nicole Stéphane ;
  - Mysli o radiatssi, film soviétique d'Elmira Chormanova sorti en 1980 avec Olga Gobzeva.